# Canal del Mediodía
El canal del Mediodía (en francés: canal du Midi, en occitano: canal del Miègjorn) es una vía navegable de Francia que une el río Garona en Toulouse con el mar Mediterráneo. Forma junto al canal lateral del Garona (que une Toulouse y Burdeos) el llamado canal de los dos Mares que comunica por vía fluvial el Atlántico al Mediterráneo, siendo prolongado en su origen por el canal del Ródano a Sète. 
En el momento de su construcción se le llamó Canal Real del Languedoc, siendo rebautizado con el nombre actual en 1789 durante la Revolución francesa. Se trata del canal navegable en funcionamiento más antiguo de Europa.

## Historia

### Estudio del proyecto

Ubicación geográfica del canal del Mediodía en el sur de Francia.

Para comprender una obra de estas características debe contemplarse en el contexto de la navegación fluvial de la época. El complicado mantenimiento de los ríos para hacerlos navegables, unido a las necesidades estratégicas de vías de comunicación rápidas, favoreció en Europa la proliferación de canales. Esta época dorada de la navegación fluvial terminaría con la llegada del ferrocarril. 
El deseo de Luis XIV de marcar su reinado con una obra imperecedera, unido a necesidades económicas y políticas, empujaron a poner en práctica una vieja quimera de los gobernantes franceses: la construcción de una vía navegable que permitiera la comunicación interna entre las dos costas del sur del país. Este proyecto ya había sido ambicionado en otras épocas por gobernantes como Nerón, César Augusto, Carlomagno, Francisco I, Carlos IX o Enrique IV, que deseaban preservar sus barcos y mercancías del peligro que suponía cruzar el  estrecho de Gibraltar. La construcción del canal del Mediodía se realizó entre 1666 y 1681 bajo la supervisión del ingeniero Pierre-Paul Riquet, cuyo éxito le valdría el título de barón de Bonrepos.
Curiosamente, a principios del siglo XVII se inició un proyecto similar por un equipo del que formaba parte el padre de Riquet (Francois-Guillaume Riquet), que se descartó por no encontrar una solución eficiente para abastecer de agua al canal. Sin embargo, este problema sería resuelto por su hijo, que en 1666 fue autorizado por un edicto real firmado por el ministro Colbert a iniciar las obras. Su coste ascendió a 17 millones de libras de la época, pagadas respectivamente por el rey (40%), la provincia (40%) y por el propio Riquet (20%), que se convertiría de esta forma en propietario (si bien sus descendientes tuvieron que seguir pagando el canal durante los siguientes 50 años). El canal se abrió a la navegación en 1681, un año después del fallecimiento de Riquet en Toulouse.

### Construcción del canal
Durante más de quince años, cerca de 12 000 obreros trabajaron en las obras bajo unas condiciones financieras y laborales que contrariamente al uso de la época fueron bastante favorables. 
El estudio del proyecto fue, sin embargo, complejo y plagado de problemas técnicos, siendo necesaria la construcción de numerosos puentes de canal y túneles para salvar la orografía. Aun así, el principal problema fue encontrar y transportar agua con que rellenar el trazado. Para resolverlo, Riquet puso en práctica un sistema de colecta conocido como «la rigole» que se abastecía de la zona montañosa de la Montaña Negra (al sur del Macizo Central) y del Lago de Saint-Ferréol. El sistema se componía de numerosas acequias que alimentaban un gran depósito de agua de cerca de 6,5 millones de m³. Esta cantidad excedía las necesidades del propio canal, permitiendo así asegurar el suministro de agua incluso en los periodos de sequía.
Posteriormente a su inauguración, el canal sufrió reformas debidas a catástrofes naturales. En 1744 fue necesario construir un muro de contención de 270 m de largo cerca de Poilhes (departamento de Hérault) tras el hundimiento de una colina que cegó el lecho del canal obligando a excavarlo de nuevo. Asimismo, en 1766 una brecha en el canal provocó la inundación del pueblo de Capestang (mismo departamento), obligando a más de dos meses de obras para cerrarla.
Paradójicamente, el canal no llegó a culminar su misión. Una vez más, el cambiante contexto económico y político (las tensiones debidas a la guerra con España) impidieron que la región tuviera el desarrollo económico esperado. Tras doscientos años de explotación el canal comenzó a sufrir la competencia del transporte por tren y más tarde por carretera. Su gestión sería retomada a finales del siglo XIX por el Estado, que intentó infructuosamente mediante inversiones devolverle la competitividad en el transporte de mercancías. En la década de 1970 cesará definitivamente, quedando únicamente destinado al turismo.

Plano del proyecto.

### Uso y vida del canal

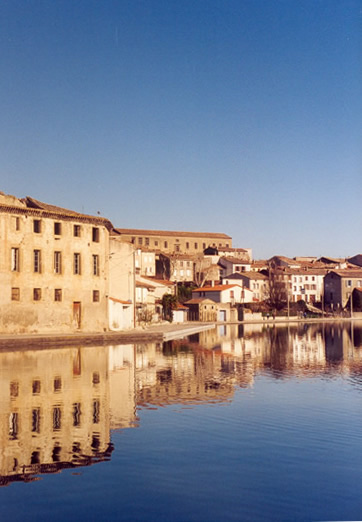
Estanque del canal del Mediodía en Castelnaudary.

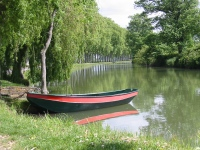
El canal del Mediodía, al sur de Toulouse.

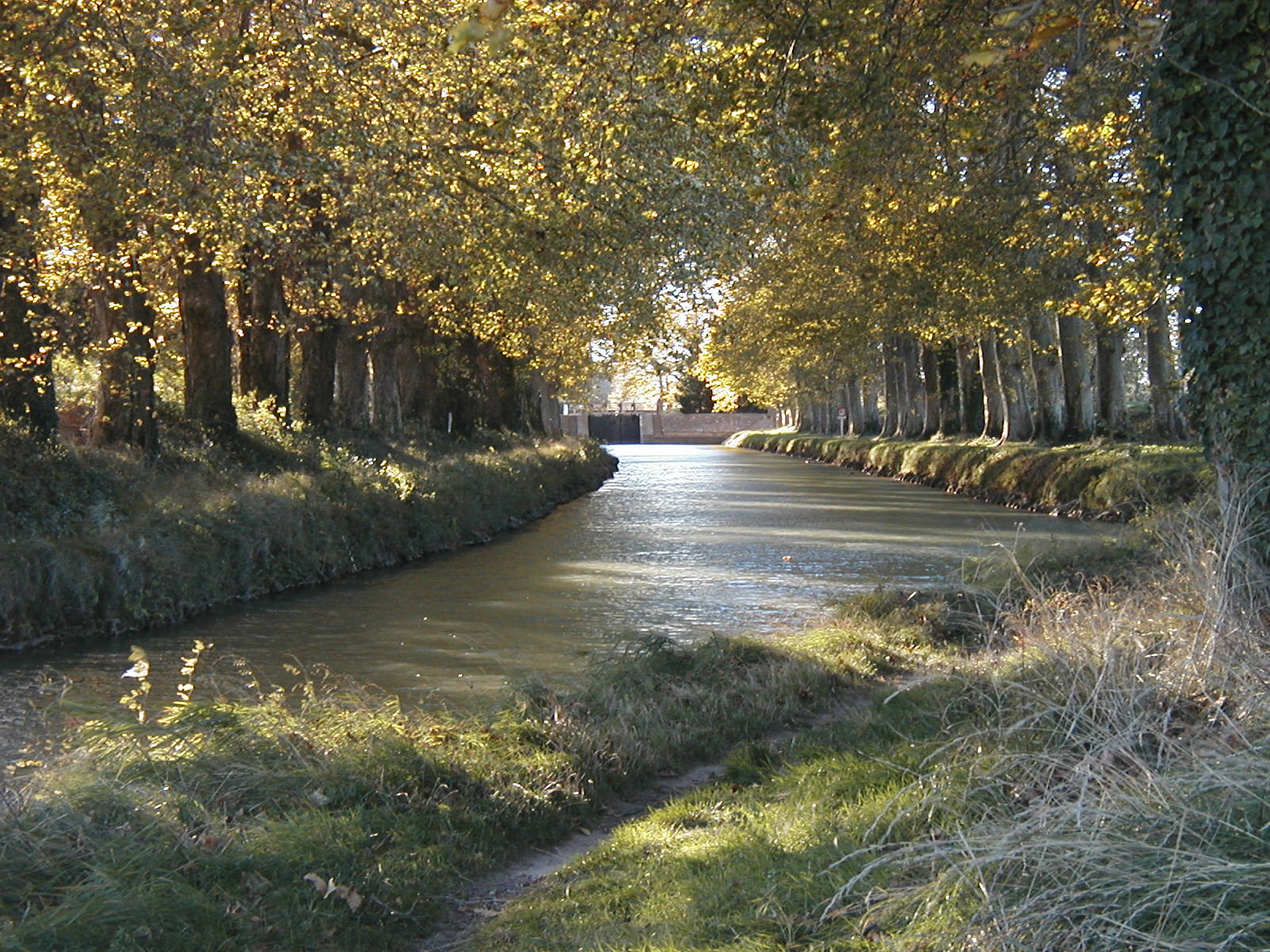
Paseos a ambas orillas del canal.

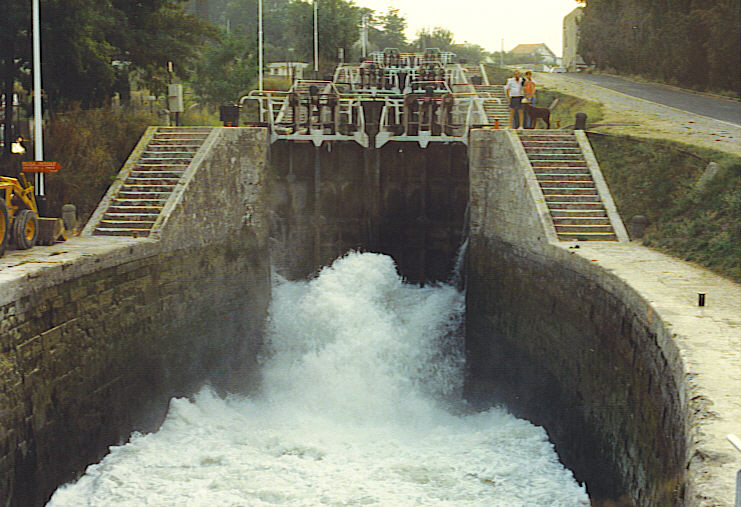
Esclusa del canal en Fonséranes.

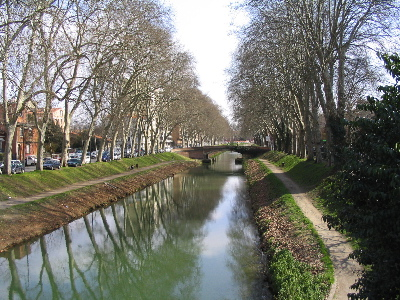
El canal del Mediodía cerca de Toulouse.

A partir de su puesta en servicio, el canal es utilizado para el transporte de pasajeros y correo (al igual que las antiguas diligencias, los barcos que recorrían el canal iban equipados de cofres para correo). Los barcos se propulsaban mediante caballos, que tiraban de ellos siguiendo los caminos paralelos al curso del agua.
Durante la edad de oro del canal algunos barcos incluían salones de primera clase donde se servían comidas. El viaje entre Toulouse y Sète duraba unos cuatro días, tiempo que fue reducido a 32 horas en 1855, cuando se organizó el relevo cada 10 kilómetros de los caballos que servían de fuerza motriz a los distintos tipos de embarcaciones. 
Dicha fuerza animal supuso, durante la mayor parte de su historia, el elemento vital para la explotación del canal; es fácil de entender si tenemos en cuenta que un caballo adulto puede tirar de hasta 120 veces su peso cuando la carga flota sobre el agua. El uso de animales para tirar de las gabarras se iría reemplazando durante la década de 1930 por motores.
El récord de actividad mercantil en el canal está registrado en el año 1856, cuando se transportaron más de 110 millones de toneladas y cerca de 100 000 pasajeros.

## El canal hoy en día
Actualmente el canal del Mediodía se utiliza para el turismo, el ocio e incluso como vivienda. El Estado francés es el propietario y su gestión se confía al ente público Voies Navigables de France. El canal registra la quinta parte del turismo fluvial francés (más incluso que el Sena), siendo el 80 % de quienes lo recorren extranjeros (especialmente alemanes, suizos y británicos). Una esclusa como la de Fonsénares puede ser cruzada por unos 10 000 barcos al año.
Entre las actividades ligadas al canal se encuentran:
- el flujo de barcos entre el océano Atlántico y el mar Mediterráneo
- el turismo fluvial en barcos de alquiler o barcos-restaurante[2]
- el remo (en zonas urbanas)
- el cicloturismo, patinaje sobre ruedas o el senderismo en sus orillas
- en las zonas urbanas numerosas gabarras han sido reconvertidas en viviendas familiares, salas de espectáculos, comercios, lugares de exposición, etc.

## Características
- El canal del Mediodía recorre 241 kilómetros entre Marseillan (en Hérault) y Toulouse.
- Fue considerado por sus contemporáneos como la mayor obra del siglo XVII
- Su profundidad media es de 2 m y presenta un ancho medio de 20 m en la superficie y 11 m en el fondo
- Su punto más alto con 189 metros sobre el nivel del mar se registra al paso de la cima de Seuil de Naurouze (comarca del Lauragais). Donde cruza la divisoria de aguas entre las cuencas atlántica y mediterránea
- Actualmente hay alrededor de 60.000 árboles plantados en las orillas del canal.

En su conjunto comprende 328 accidentes, a repartir entre 63 esclusas, 126 puentes, 7 puentes sobre canal y 6 presas. Entre las obras de arte construidas a lo largo de su recorrido cabe destacar:
- la esclusa redonda de Agda;
- las esclusas de Fonséranes;
- el puente de canal sobre el Orb;
- el túnel de Malpas;
- el monolito Seuil de Naurouze;
- las esclusas de Castelnaudary.

Desde 1996, está incluido en la lista del patrimonio de la humanidad.

## Anécdotas
El político y arquitecto estadounidense Thomas Jefferson visitó el canal en 1789 durante su época de embajador en Francia. Su deseo era realizar una obra similar para unir el río Potomac al lago Eire. Finalmente no se realizó la obra por falta de voluntad política.

## Citas
«Qu'il est loin mon pays, qu'il est loin! Parfois au fond de moi se raniment l'eau verte du canal du Midi et la brique rouge des Minimes...». Ô Toulouse, Claude Nougaro
«¡Qué lejos está mi tierra, qué lejos! A veces en mi interior se reavivan, el agua verde del canal del Mediodía y el ladrillo rojo de Minimes». Ô Toulouse, Claude Nougaro (poeta y músico tulusano)